# إيشيا ويتلوك جونيور
إيشيا ويتلوك جونيور (بالإنجليزية: Isiah Whitlock Jr.)‏ (من مواليد 13 سبتمبر 1954) هو ممثل أمريكي. اشتهر بدوره كسناتور الولاية الفاسد كلاي ديفيس في المسلسل التلفزيوني ذا واير بالإضافة إلى كونه متعاونًا متكررًا مع سبايك لي.